# Rue François-Miron
Rue François-Miron je ulice v Paříži. Nachází se ve 4. obvodu ve čtvrti Marais. Nese jméno Françoise Mirona, který v letech 1604-1609 zastával úřad prévôt des marchands.

## Poloha
Ulice vede od náměstí Place Saint-Gervais a končí na křižovatce s Rue de Rivoli a Rue de Fourcy. Ulice je orientována ze západu na východ, kde na ni navazuje Rue Saint-Antoine.

## Historie
Rue François-Miron odpovídá staré římské silnici vedoucí z Lutetie do Melodunuma a Agedincuma. Podél cesty se nacházela římská a posléze merovejská nekropole. Cesta se nazývala Rue du Monceau-Saint-Gervais. Část ulice podél kostela Saint-Gervais-Saint-Protais byla od středověku lemována budovami. V 10. století byly na pravém břehu vybudována první městské hradby, které měly v úrovni Rue des Barres bránu. Ta byla stržena koncem 12. století.
Úsek od Place Saint-Gervais ke křižovatce s Rue des Barres je poprvé zmiňován ve 12. století pod jménem Rue du Cimetière-Saint-Gervais, posléze Rue du Pourtour-Saint-Gervais (16. století) a Rue Monceau-Saint-Gervais (do roku 1838). Úsek od Rue des Barres k Rue de Fourcy se od 13. století nazývala Rue Saint-Antoine. Vyhláškou z 31. března 1674 byla Rue du Monceau prodloužena. Ministerským rozhodnutím z 31. července 1797 byla stanovena šířka ulice na 10 metrů. Tato šířka se zvětšila na 26 metrů na základě královské vyhlášky z 4. března 1836. Dne 2. října 1865 byly spojeny Rue Pourtour-Saint-Gervais a část Rue Saint-Antoine a tím vznikla Rue François-Miron.
Dne 12. července 1882 došlo k výbuchu plynu na křižovatce Rue François-Miron a Rue du Pont-Louis-Philippe. Při katastrofě zahynulo devět lidí. 23. března 1918 v 8 hodin vybuchl na ulici granát vystřelený z pařížského děla a usmrtil několik lidí.

## Významné stavby
- Bývalá kasárna, od roku 2010 administrativní budova
- Domy č. 2–14: byly postaveny v letech 1733 až 1737, autorem je architekt Jacques Vinage, s výjimkou rohového domu č. 14, který postavil Jacques Gabriel
- Dům č. 10: rodný dům politika Alexandra Ledru-Rollina, na což upomíná pamětní deska
- Domy č. 11 a 13: při renovaci v 70. letech byly rekonstruovány do středověké podoby
- Dům č. 42: je zapsán mezi historické památky
- Dům č. 44-46: Hôtel Ourscamp, sídlo Paris historique
- Dům č. 68: hôtel de Beauvais, ve kterém sídlí Správní odvolací soud
- Dům č. 82: hôtel du Président Hénault, palác je chráněný jako historická památka